# Саут-Акоміта (Нью-Мексико)
Саут-Акоміта (англ. South Acomita Village) — переписна місцевість (CDP) в США, в окрузі Сібола штату Нью-Мексико. Населення — 130 осіб (2020).

## Географія
Саут-Акоміта розташований за координатами 35°3′12″ пн. ш. 107°33′39″ зх. д. / 35.05333° пн. ш. 107.56083° зх. д. (35.053348, -107.560966).  За даними Бюро перепису населення США в 2010 році переписна місцевість мала площу 1,45 км², уся площа — суходіл.

## Демографія
Згідно з переписом 2010 року, у переписній місцевості мешкало 105 осіб у 30 домогосподарствах у складі 23 родин. Густота населення становила 72 особи/км².  Було 38 помешкань (26/км²).
Расовий склад населення:
| - 97,1 % — корінних американців |

До двох чи більше рас належало 2,9 %. Частка іспаномовних становила 2,9 % від усіх жителів.
За віковим діапазоном населення розподілялося таким чином: 25,7 % — особи молодші 18 років, 55,3 % — особи у віці 18—64 років, 19,0 % — особи у віці 65 років та старші. Медіана віку мешканця становила 38,6 року. На 100 осіб жіночої статі у переписній місцевості припадало 110,0 чоловіків;  на 100 жінок у віці від 18 років та старших — 95,0 чоловіків також старших 18 років.
За межею бідності перебувало 18,1 % осіб, у тому числі 0,0 % дітей у віці до 18 років та 46,7 % осіб у віці 65 років та старших.
Цивільне працевлаштоване населення становило 44 особи. Основні галузі зайнятості: освіта, охорона здоров'я та соціальна допомога — 56,8 %, науковці, спеціалісти, менеджери — 34,1 %, мистецтво, розваги та відпочинок — 9,1 %.